# Beeld van Anne Frank (Utrecht)
Het beeld van Anne Frank op het Janskerkhof in Utrecht is een standbeeld van het Duits- Joodse meisje Anne Frank dat op vijftienjarige leeftijd tijdens de Holocaust omgekomen is. Door haar dagboek is Anne Frank wereldwijd het symbool geworden van de slachtoffers van de Holocaust.
Het bronzen beeld is gemaakt door de Utrechtse beeldhouwer Pieter d'Hont en werd op de verjaardag van koningin Juliana op 30 april 1959 door de Utrechtse jeugd aan de gemeente geschonken. Door de kinderen werd onder meer oud ijzer en papier ingezameld om het beeld te bekostigen.

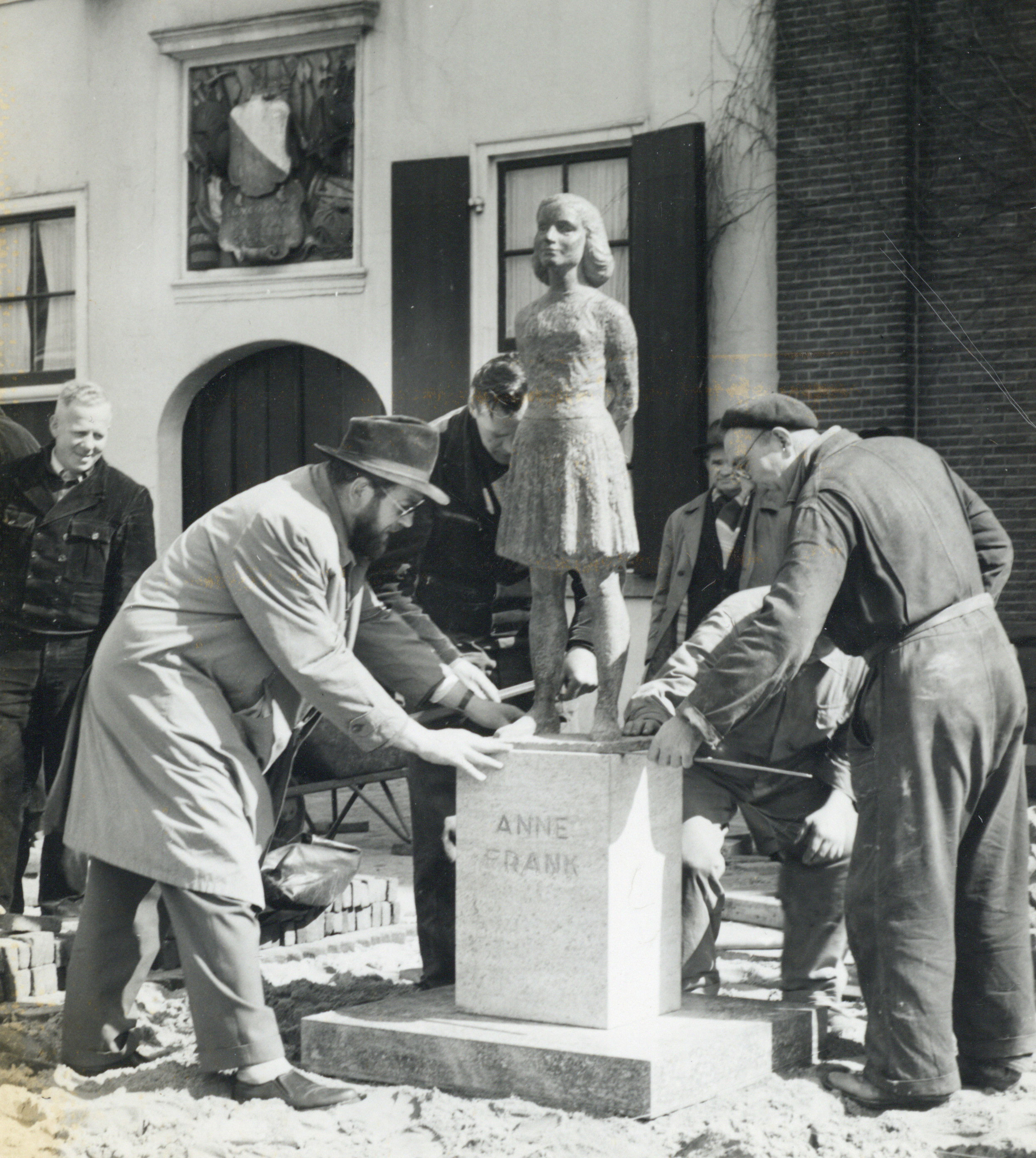
Plaatsing van het beeld, links beeldhouwer Pieter d'Hont.

Het beeld werd op 12 april 1960 met hulp van de kunstenaar geplaatst en nog dat jaar onthuld. Anne Frank wordt verbeeld met twee benen op de grond en met haar hoofd in de wolken. Beeldhouwer d'Hont heeft haar met een 'absolute positieve levensinstelling, met een geloof in het leven' weergegeven.
Traditioneel worden bij het standbeeld het gehele jaar bloemen neergelegd. Onder meer studenten van de studentenvereniging UVSV leggen bij het afstuderen bloemen neer. Sinds 2010 is het leggen van bloemen ook een gebruik bij het Instituut voor Conflictstudies nadat een bloemenkiosk op het Janskerkhof die bijdroeg aan de traditie in 2009 vertrok.
Ieder jaar houden bij het beeld tijdens de dodenherdenking mensen hier twee minuten stilte.
In 2021 is een kopie, afkomstig van de originele mallen, in het Canadese Edmonton in Light Horse Park onthuld ter ere van 75 jaar bevrijding.